# Georgius Damen
Georgius Bernardus Damen (* 18. Juni 1887 in Rotterdam; † 23. Juni 1954 ebenda) war ein niederländischer Radrennfahrer.

## Sportliche Laufbahn
Damen war im Bahnradsport und im Straßenradsport aktiv. Er war Teilnehmer der Olympischen Sommerspiele 1908 in London. Er startete dort in vier Wettbewerben: im Sprint, über 5000 Meter, über 20 Kilometer und über 100 Kilometer. In allen diesen Wettbewerben blieb er ohne Medaille. 
1908 wurde er Dritter im Eintagesrennen Den Haag–Utrecht–Den Haag, 1909 in der nationalen Meisterschaft im Straßenrennen.